# 川流布山
川流布山（かわるっぷやま）は、北海道の十勝郡浦幌町にある標高634.3mの山である。山頂には三等三角点「川流布山」が設置されている。

## 概要
白糠丘陵中央部の山で、主稜線から少し浦幌町側に伸びた尾根上に位置する。周辺の茂川流布沢川では中生代白亜紀と新生代古第三紀の境界であるK-Pg境界を示す地層が発見されている。
山名は西側を流れる川流布川が由来であり、アイヌ語の「カパㇻフㇷ゚（kapar-hup：平べったい・トドマツ）」もしくは「カパルㇷ゚（kapar-u-p：平たい岩（の所）・にある｛？｝・もの（川））」が語源であると考えられている。川流布川の支流の名称（ポン川流布沢・茂川流布沢川）の読み方は「かわるっぷ」であるが、川流布川沿いにある集落の名前は「川流布（かわりゅうふ）」である。

## 登山
登山道は無いが比較的無雪期にも登られる。川流布林道からポン川流布林道方面へ入りその後尾根に取り付いて山頂へ至るルートを取る人が多い。